# Evangelische Kirche (Affalterthal)

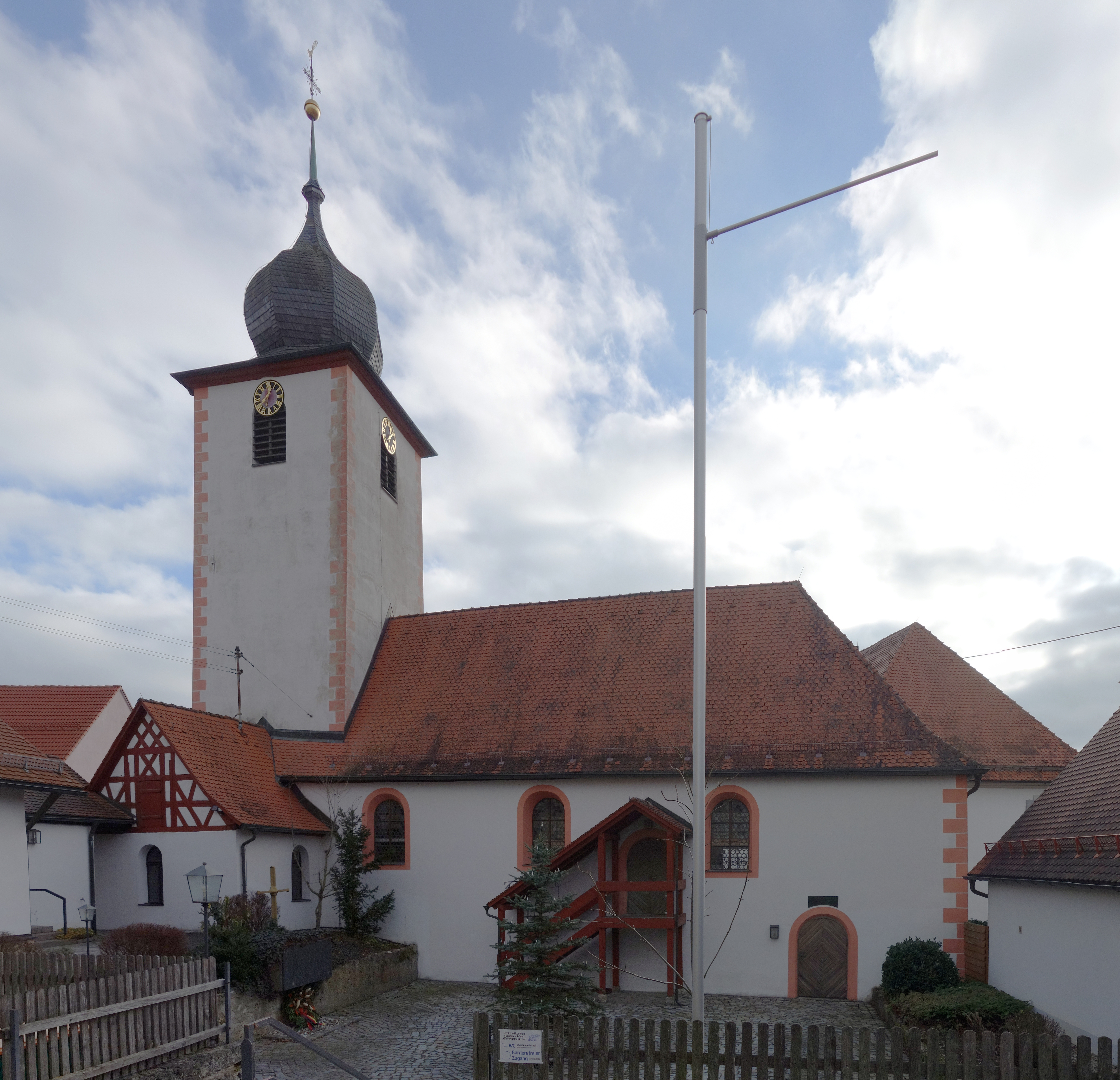
Evangelische Kirche Affalterthal

Die Evangelische Kirche Affalterthal ist ein denkmalgeschütztes Kirchengebäude in Affalterthal, einem Gemeindeteil des Marktes Egloffstein im Landkreis Forchheim in Oberfranken. Das Bauwerk ist unter der Denkmalnummer D-4-74-124-22 als Baudenkmal in die Bayerische Denkmalliste eingetragen. Die Kirche gehört zur Kirchengemeinde Affalterthal-Bieberbach im Evangelisch-Lutherischen Dekanat Gräfenberg im Kirchenkreis Nürnberg der Evangelisch-Lutherischen Kirche in Bayern.

## Beschreibung
Das Kreuzgewölbe des im 13. Jahrhundert errichteten Chorturms wurde gegen 1437 eingebaut. 1720 wurde er mit einer Zwiebelhaube bedeckt. 1850 wurde der Turm erhöht, die Zwiebelhaube wurde wiederverwendet. 
Der Innenraum des im Kern spätmittelalterlichen Langhauses wurde um 1580 mit einer Spunddecke überspannt. Zur Kirchenausstattung gehören die um 1700 gebaute Kanzel, ein Kruzifix aus derselben Zeit und eine hölzerne Statue des heiligen Petrus. 
Die Orgel mit acht Registern, einem Manual und Pedal wurde 1891 von G. F. Steinmeyer & Co. gebaut und 1970 von Deininger & Renner umgebaut.